# Нововасилевское (Вольнянский район)
Нововасилевское (укр. Нововасилівське) — село,
Михайло-Лукашовский сельский совет,
Вольнянский район,
Запорожская область,
Украина.
Код КОАТУУ — 2321584503. Население по переписи 2001 года составляло 86 человек.

## Географическое положение
Село Нововасилевское находится на расстоянии в 0,5 км от села Михайло-Лукашово.
Рядом проходит автомобильная дорога Н-15.